# (33489) 1999 GF9
1999 GF9 (asteroide 33489) é um asteroide da cintura principal. Possui uma excentricidade de 0.13764610 e uma inclinação de 14.42245º.
Este asteroide foi descoberto no dia 10 de abril de 1999 por LONEOS em Anderson Mesa.